# ケプ・ルーサー線
ケプ・ルーサー線（ベトナム語：Đường sắt Kép - Lưu Xá / 塘鐵𠄳 - 劉舍?）は、ベトナム社会主義共和国バクザン省ランザン県のケプとタイグエン省タイグエンのルーサーを結ぶベトナム鉄道の路線である。

## 概要
バクザン省（北江）とタイグエン省（太原）を結び、全長は57kmである。全線が1,435mm（標準軌）であり、これはベトナム戦争時に北ベトナム政府が中国に要請することで建設されたことによるものである。1965年9月26日に着工され、1966年12月25日に開通した。

## 駅一覧
| 駅名         | 駅名       | 駅名           | 駅間キロ (km) | 累計キロ (km) | 接続路線                            | 所在地       | 所在地       |
| 日本語       | ベトナム語 | 漢字・チュノム | 駅間キロ (km) | 累計キロ (km) | 接続路線                            | 所在地       | 所在地       |
| ------------ | ---------- | -------------- | ------------- | ------------- | ----------------------------------- | ------------ | ------------ |
| ケプ駅       | Kép        | 𠄳             | 0             | 0             | ハノイ・ドンダン線 ケプ・カイラン線 | バクザン省   | ランザン県   |
| クックロン駅 | Khúc Rồng  | 曲瀧           |               |               |                                     | タイグエン省 | フービン県   |
| ルーサー駅   | Lưu Xá     | 劉舍           |               | 57            | ハノイ・クアンチエウ線              | タイグエン省 | タイグエン市 |